# プライベートビーチ
プライベートビーチ（英: private beach）とは、所有者または管理者あるいはこれらの者が認めた関係者のみが利用できるビーチ。対義語はパブリックビーチ。

## 概要
海に接する土地が私有地である場合でもビーチとして利用されない限りはプライベートビーチとは呼ばれない。プライベートビーチは一般には海岸に面する土地の所有者や管理者及びそれらが認めた者（契約しているツアーの参加者など）にのみ立ち入りを認めているビーチをいう。
プライベートビーチはその旨を表示する看板やフェンスの他、進入不能な崖等の地形によって他のビーチから切り離される。ビーチの広さは家の幅程度のごく狭いものから入り江全体のもの、一つながりのビーチ全体のものまで多岐にわたる。私有の島を囲む海岸のすべてがプライベートビーチということもあり得る。
プライベートビーチはパブリックビーチに比べて混雑が少ない。ツアー客を受け入れているプライベートビーチではシャワー等の附帯設備のほか、ビーチグッズ（シュノーケル、浮き輪、シーカヤック等）のレンタルサービスなどが整えられていることが多い。

## 日本におけるプライベートビーチ
日本では、プライベートビーチのネームバリューが高く、プライベートビーチを謳う海岸が各地に存在するが、日本においては「春分及び秋分の満潮時において海面下に没する土地については、私人の所有権は認められない」ため、厳密な意味でのプライベートビーチは存在しない。
現在プライベートビーチを名乗っている海岸は、ビーチへのアクセス部分の土地が私有地であり、そのアクセスを制限することで成り立っている。このような行為は、私有地の通行に制限を設けることと同等であり、判例的には個別の事情に依存しており、一律に是非が決められない「極めてグレーゾーン的な位置づけ」となっている。その中で、沖縄県では独自の条例により、特定ビーチへのアクセスを妨げることを禁じている。

### 沖縄県における問題と対応
海岸の私企業による囲い込みや不法占拠が問題となった沖縄県では、「海浜を自由に使用するための条例」及び同施行規則が1991年4月1日に施行された。
- 沖縄県「海浜を自由に使用するための条例施行規則」[4]

第2条　条例第6条に規定する事業者等が配慮すべき事項は、次の各号に掲げるとおりとする。
（1）　公衆が海浜へ自由に立ち入ることができるよう適切な進入方法を確保すること。
（2）　公衆の海浜利用又は海浜への立入りの対価として料金を徴収しないこと。
なお、条例施行以降も一部の事業者等が海浜を占拠、料金を徴収する事例が散発している。

## グアムにおけるプライベートビーチ
グアムにはツアー客向けのプライベートビーチがいくつか存在する。
- ココ・パーム・ガーデン・ビーチ
グアム島北部のリティディアン公園の南側にあるプライベートビーチ[1]。
- ファイファイ・パウダーサンド・ビーチ
タモンに近接するプライベートビーチ[7]。